# Airbus Helicopters X3
Der Airbus Helicopters X3 ist ein Prototyp des europäischen Hubschrauber-Herstellers Airbus Helicopters, der als Hybridkonstruktion die Vorteile eines senkrecht startenden und landenden Helikopters mit einem schnellfliegenden Propellerflugzeug verbinden soll. Er wurde in der Firmenzentrale von Airbus Helicopters im südfranzösischen Marignane entwickelt und getestet.

## Geschichte
Seit Anfang 2008 arbeitete Airbus Helicopters an dem Flugschrauber. Dieser schnell fliegende Flugzeug-Helikopter-Hybrid wurde englisch Highspeed-Hybrid-Helicopter, abgekürzt H3, genannt, woraus später die Bezeichnung X3 (X-Cube) bzw. X3 entstand, wobei X für eXperimental steht. Erstmals öffentlich präsentierte Airbus Helicopters den Flugschrauber am 27. September 2010, nachdem dieser drei Wochen vorher auf einem Militärflugplatz zu seinem Erstflug gestartet war. Bei einem Testflug am 29. November 2010 erreichte der Flugschrauber im südfranzösischen Istres eine Geschwindigkeit von 333 km/h und eine Höhe von 3810 m. Am 12. Mai 2011 erreichte er eine horizontale Fluggeschwindigkeit von 430 km/h (232 kn). Am 7. Juni 2013 stellte der Airbus Helicopters X3 mit einer Geschwindigkeit von 255 Knoten (472 km/h) im stabilen Horizontalflug in 10.000 Fuß (3048 m) Höhe über der südfranzösischen Stadt Istres einen neuen Rekord auf. Wenige Tage zuvor erreichte der X3 im Sinkflug die Geschwindigkeit von 263 Knoten (487 km/h).
Nach der Außerdienststellung 2013 wurde der Hubschrauber im Sommer des folgenden Jahres an das Luftfahrtmuseum Musée de l’air et de l’espace in Le Bourget bei Paris übergeben. Nachfolgeprojekt ist die Weiterentwicklung mit der Bezeichnung Airbus RACER.

## Einsatzmöglichkeiten
Der Hersteller hat für den X3 mehrere Einsatzmöglichkeiten vorgesehen. Der Vorteil des X3 bei Rettungseinsätzen liegt darin, dass er schneller und weiter als ein herkömmlicher Hubschrauber fliegen kann, gleichzeitig aber wie jeder andere landen und starten kann. Die gleichen Vorteile ergeben sich für militärische Einsätze, so z. B. militärische Such- und Rettungsaktionen und dem Einsatz von Kommandoeinheiten.

## Konstruktion

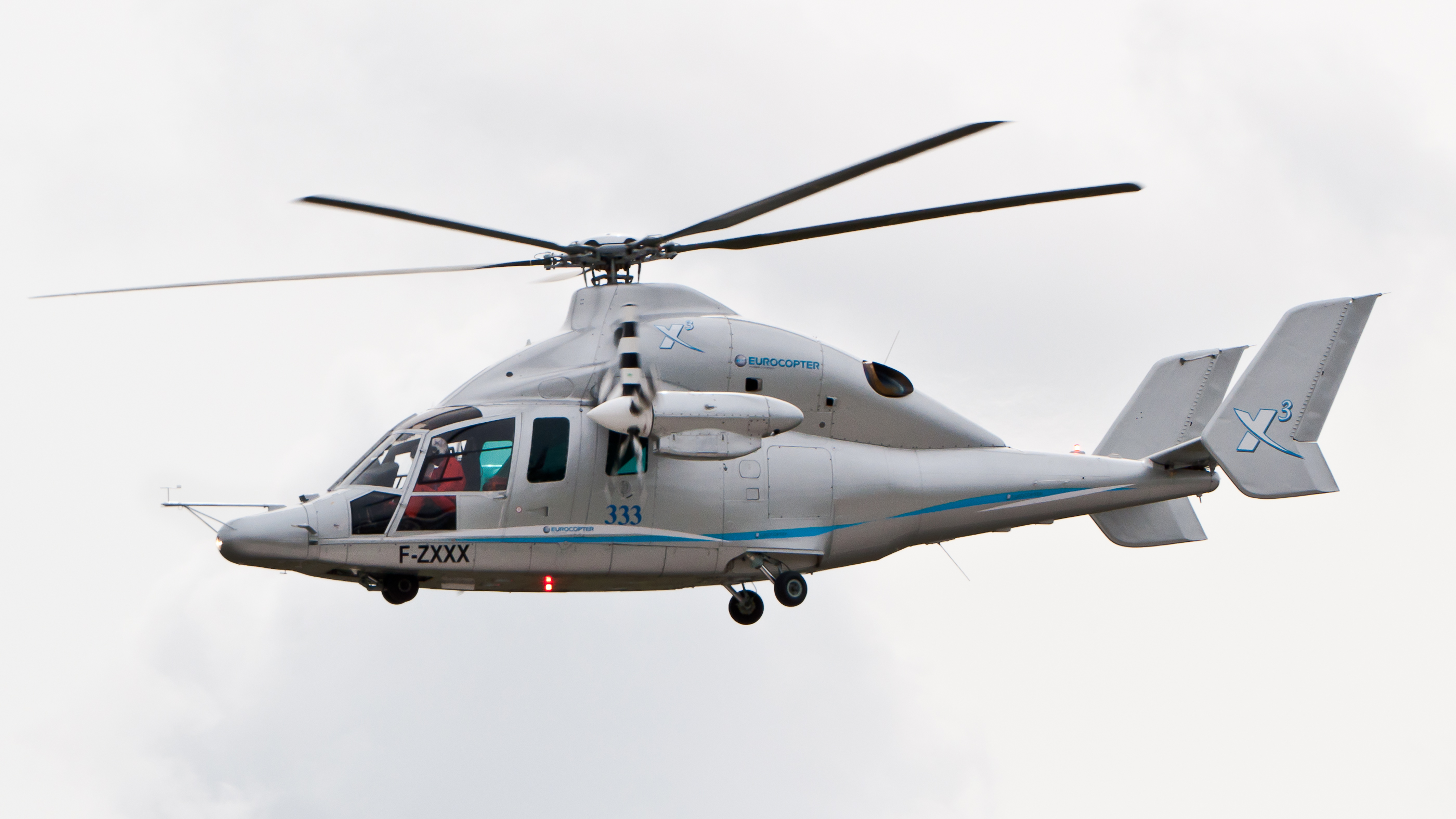
Airbus Helicopters X3 auf der ILA 2012

Die Zelle des Airbus Helicopters X3 stammt vom Eurocopter AS 365 Dauphin und der Fünfblattrotor vom EC 155. Am Rumpf wurden zwei seitliche Stummelflügel mit jeweils einem großen Propeller angebracht. Die Propeller erhöhen den Vortrieb ab 60 Knoten, während die Flügel den Auftrieb des Rotors verstärken.
Als Antrieb dienen zwei Rolls-Royce/Turbomeca RTM322 Turbinen mit je 1693 kW Leistung, die über das Hauptgetriebe eines EC 175 den Hauptrotor und die Vortriebspropeller antreiben. Die RTM322 Variante des X3 basiert auf dem RTM322 Triebwerk des NH90. Es beinhaltet eine digitale Steuerung (FADEC), die den Anforderungen des X3 Demonstrators angepasst wurde.
Für den Drehmomentausgleich ist beim X3 kein Heckrotor notwendig; dieser wird vielmehr durch unterschiedlichen Schub der Propeller (Pitch-Verstellung) vorgenommen. Bei höheren Geschwindigkeiten übernimmt wie bei herkömmlichen Hubschraubern das Seitenleitwerk zunehmend diese Funktion.
Ein weiterer Unterschied zu herkömmlichen Hubschraubern liegt darin, dass der Vorwärtsschub nicht durch das Neigen der Rotorfläche, sondern durch die Drehzahlsteuerung der Propeller erreicht wird. Die Rotorfläche weist daher im Normalflug mit mehr als 60 Knoten einen Anstellwinkel von null Grad auf. Bei höheren Geschwindigkeiten wird die Drehzahl des Rotors verringert, um Überschallgeschwindigkeit an den Rotorblattenden zu vermeiden, die sonst wegen der dadurch auftretenden Luftverdichtung die Höchstgeschwindigkeit von Hubschraubern begrenzt.
Am 6. September 2010 nahm Airbus Helicopters Testflüge mit einem Prototyp des Flugschraubers X3 auf dem Militärflugplatz Istres-Le Tubé auf (Luftfahrzeugkennzeichen: F-ZXXX). Das angestrebte Konstruktionsziel bestand zusammengefasst in einer 50-prozentigen Steigerung der Geschwindigkeit bei um lediglich 25 % höheren Kosten.

## Technische Daten
| Kenngröße             | Daten                                                       |
| --------------------- | ----------------------------------------------------------- |
| Hybridsystem          | 5-Blatt-Hauptrotor und 2 Propeller                          |
| Besatzung             | zwei (Pilot und Copilot)                                    |
| Höchstgeschwindigkeit | 472 km/h (255 kts)                                          |
| Reisegeschwindigkeit  | 400 km/h geplant, 300+ km/h bei 80 % Leistung               |
| Steigrate             | 2100 m/min (7000 ft/min)                                    |
| Dienstgipfelhöhe      | 3800 m (12.500 ft)                                          |
| Triebwerke            | 2 Gasturbinen (Rolls-Royce Turbomeca RTM322 mit je 1700 kW) |

## Vergleichbare Flugschraubertypen
- Sikorsky S-69 (XH-59A)
- Lockheed AH-56
- Sikorsky Piasecki X-49
- Sikorsky X2
- Sikorsky S-97